# Alex Burnett
Pour les articles homonymes, voir Burnett.
Alex James Burnett (né le 26 juillet 1987 à Anaheim, Californie, États-Unis) est un lanceur droitier de baseball qui a évolué en Ligue majeure entre 2010 et 2013 avec les Twins du Minnesota, les Orioles de Baltimore et les Cubs de Chicago.

## Carrière
Après des études secondaires à l'Ocean View High School d'Huntington Beach (Californie), Alex Burnett est drafté le 7 juin 2005 par les Twins du Minnesota au douzième tour de sélection. Il signe son premier contrat professionnel le 15 juin 2005.
Burnett passe cins saisons en Ligues mineures. Après avoir joué comme lanceur partant, il devient releveur à partir de 2009.
Burnett fait ses débuts en Ligue majeure le 8 avril 2010. Il lance une manche parfaite en relève contre les Angels de Los Angeles.
Il assure sa première victoire au plus haut niveau le 5 juin 2010 face aux Athletics d'Oakland au Oakland-Alameda County Coliseum. Relégué en Triple-A le 19 juillet, Burnett retrouve les terrains de Ligue majeure à partir du 3 septembre 2010.
Burnett apparaît dans 66 parties en relève pour les Twins en 2011. Sa moyenne de points mérités s'élève à 5,51 en 50 manches et deux tiers lancées. Il fait mieux en 2012 avec une moyenne de 3,52 en 71,2 manches lancées lors de 67 sorties en relève.
Le 29 mars 2013, Burnett est réclamé au ballottage par les Blue Jays de Toronto. Sans avoir joué pour Toronto, il est réclamé au ballottage par les Orioles de Baltimore le 12 avril suivant.

## Statistiques
| Saison | Équipe    | G  | GS | CG | SHO | V | D | SV | IP   | SO | ERA  |
| ------ | --------- | -- | -- | -- | --- | - | - | -- | ---- | -- | ---- |
| 2010   | Minnesota | 41 | 0  | 0  | 0   | 2 | 2 | 0  | 47.2 | 37 | 5,29 |
| Totaux | Totaux    | 41 | 0  | 0  | 0   | 2 | 2 | 0  | 47.2 | 37 | 5,29 |

Note : G = Matches joués ; GS = Matches comme lanceur partant ; CG = Matches complets ; SHO = Blanchissages ; 
V = Victoires ; D = Défaites ; SV = Sauvetages ; IP = Manches lancées ; SO = Retraits sur des prises ; ERA = Moyenne de points mérités.